# ウィンターパーク駅
ウィンターパーク駅（英語：Winter Park Station）はフロリダ州ウィンターパーク ウェスト・モース・ブールバード148にある駅。全米各地を結ぶ旅客鉄道のアムトラックのほかオーランド都市圏を南北に結ぶ通勤鉄道のサンレールが乗り入れている。

## 概要

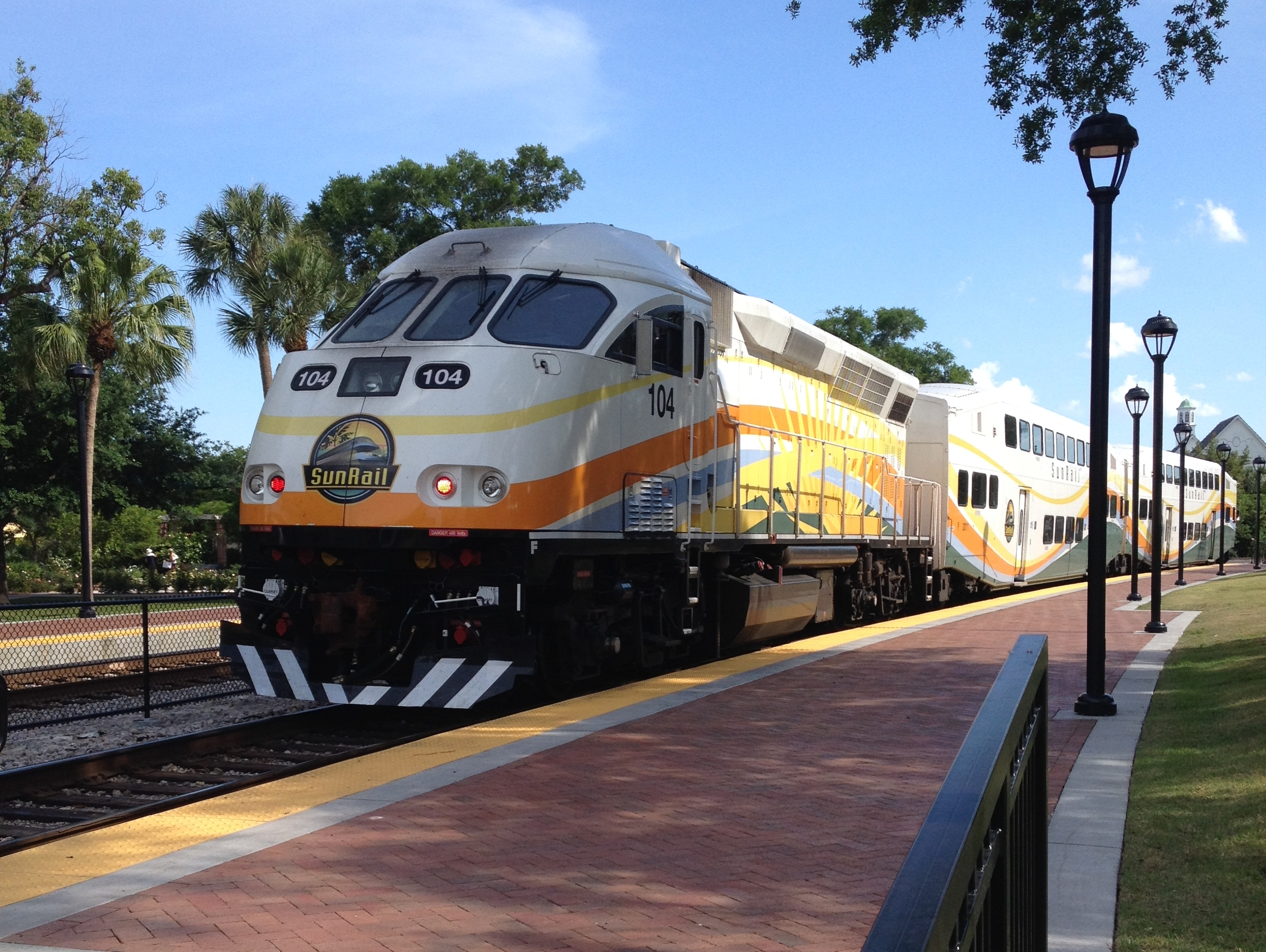
当駅を出発するサン・レールの列車

当駅は1890年にサウス・フロリダ鉄道によって建設された。1962年アトランティック・コースト・ライン鉄道によって建てられた駅舎の建替工事が竣工し、2014年3月3日にアムトラック、連邦交通局（FTA）とフロリダ州運輸省（FDOT）、ウィンターパーク市長、米国下院議員と住民等が集まり式典が開催され、テープカット後、参加者は施設とサンレールの列車の見学に招待された。この2400平方フィートの駅舎はアムトラックとサンレールの業務が行われている。

## 利用可能な鉄道路線／列車
アムトラックのウィンターパーク駅に発着する列車は下記の通り。
ニューヨークとマイアミ間の夜行長距離列車シルバー・メティオ号…1日1往復停車
ニューヨークとマイアミ間の夜行長距離列車シルバー・スター号…1日1往復停車
サンレールの発着路線は下記の通り。なお、土曜日・日曜日・祝日は全便運休となる。
デバリーとサンド・レイク・ロード間を結ぶサンレール線

## バス
当駅では、地域交通を担うフロリダ中部地域交通局リンクス (LYNX)のバスに乗り換えできる。
: 01系統, 09系統, 23系統, 102系統, 443系統 